# Primera División de Venezuela 1986
La Primera División de Venezuela 1986 fue la 30.ª edición de la Primera División de Venezuela desde su creación en 1957. El torneo fue disputado por 11 equipos. U.A. Táchira se coronó campeón.

## Sistema de competencia
Los 11 equipos se dividieron en 2 grupos, el grupo Oriental con 6 clubes y el Occidental con 5 clubes, enfrentándose entre sí dos veces, totalizando 10 partidos en el grupo Oriental y 8 en el Occidental, al final los mejores 3 de cada grupo clasificaron a la fase final. En la fase final se enfrentaron entre sí, dos veces, totalizando 10 partidos cada uno, al final el primer clasificado se coronó campeón y clasificó a la Libertadores 1987, el segundo fue subcampeón también recibiendo un cupo a  la Libertadores 1987.

## Equipos participantes
| Club                  | Estado           |
| --------------------- | ---------------- |
| Atlético Anzoátegui   | Anzoátegui       |
| Atlético Zamora       | Barinas          |
| Caracas F.C.          | Distrito Federal |
| Deportivo Italia      | Distrito Federal |
| Estudiantes de Mérida | Mérida           |
| Marítimo              | Distrito Federal |
| Mineros de Guayana    | Bolívar          |
| Portuguesa F.C.       | Portuguesa       |
| U.A. Táchira          | Táchira          |
| Universidad Central   | Distrito Federal |
| Unión Española        | Lara             |

## Primera fase

### Grupo Oriental

#### Clasificación
|    | Equipo              | PTS | PJ | PG | PE | PP | GF | GC | DG  |
| -- | ------------------- | --- | -- | -- | -- | -- | -- | -- | --- |
| 1. | Deportivo Italia    | 16  | 10 | 7  | 2  | 1  | 15 | 3  | 12  |
| 2. | Marítimo            | 12  | 10 | 4  | 4  | 2  | 6  | 6  | 0   |
| 3. | Caracas F.C.        | 11  | 10 | 4  | 3  | 3  | 13 | 6  | 7   |
| 4. | Mineros de Guayana  | 10  | 10 | 3  | 4  | 3  | 9  | 8  | 1   |
| 5. | Atlético Anzoátegui | 9   | 10 | 3  | 3  | 4  | 5  | 10 | -5  |
| 6. | Universidad Central | 2   | 10 | 0  | 2  | 8  | 2  | 17 | -15 |

|  | Clasificados a la Fase Final |

### Grupo Occidental

#### Clasificación
|    | Equipo                | PTS | PJ | PG | PE | PP | GF | GC | DG |
| -- | --------------------- | --- | -- | -- | -- | -- | -- | -- | -- |
| 1. | U.A. Táchira          | 11  | 8  | 5  | 1  | 2  | 13 | 7  | 6  |
| 2. | Estudiantes de Mérida | 9   | 8  | 3  | 3  | 2  | 11 | 7  | 4  |
| 3. | Portuguesa F.C.       | 8   | 8  | 3  | 2  | 3  | 4  | 7  | -3 |
| 4. | Atlético Zamora       | 8   | 8  | 3  | 2  | 3  | 4  | 7  | -3 |
| 5. | Unión Española        | 4   | 8  | 2  | 0  | 6  | 8  | 16 | -8 |

|  | Clasificados a la Fase Final |

## Hexagonal final

### Clasificación
|    | Equipo                | PTS | PJ | PG | PE | PP | GF | GC | DG |
| -- | --------------------- | --- | -- | -- | -- | -- | -- | -- | -- |
| 1. | U.A. Táchira          | 15  | 10 | 6  | 3  | 1  | 18 | 7  | 11 |
| 2. | Estudiantes de Mérida | 14  | 10 | 6  | 2  | 2  | 12 | 6  | 6  |
| 3. | Marítimo              | 11  | 10 | 3  | 5  | 2  | 8  | 6  | 2  |
| 4. | Deportivo Italia      | 9   | 10 | 2  | 5  | 3  | 6  | 10 | -4 |
| 5. | Portuguesa F.C.       | 7   | 10 | 2  | 3  | 5  | 7  | 13 | -6 |
| 6. | Caracas F.C.          | 4   | 10 | 1  | 2  | 7  | 8  | 17 | -9 |

|  | Campeón, clasificado para la Copa Libertadores 1987.    |
|  | Subcampeón, clasificado para la Copa Libertadores 1987. |

### Resultados

#### Primera vuelta
| Portuguesa F.C.       | 0 - 0 | Caracas F.C. | José Antonio Páez   | 6 de abril |
| Estudiantes de Mérida | 1 - 0 | U.A. Táchira | Guillermo Soto Rosa | 6 de abril |
| Deportivo Italia      | 0 - 0 | Marítimo     | Olímpico de la UCV  | 6 de abril |

| Caracas F.C. | 0 - 0 | Estudiantes de Mérida | Brígido Iriarte               | 12 de abril |
| U.A. Táchira | 4 - 1 | Deportivo Italia      | Polideportivo de Pueblo Nuevo | 13 de abril |
| Marítimo     | 3 - 1 | Estudiantes de Mérida | Brígido Iriarte               | 13 de abril |